# 耦合损耗
耦合损耗（英語：coupling loss）指能量从一个电路或其中某个元件传播到另一个电路时发生的能量损耗。耦合损耗的单位为瓦特或分贝。
在光导纤维中，当耦合光从一种光学设备转换到另一种光学介质时，同样也会考虑耦合损耗。
耦合损耗源于多种不同的因素。在电子耦合中，参与耦合两部分阻抗的不匹配造成部分能量在界面处发生反射。同理，在光学系统里，如果折射率发生突变，能量也会被反射到能量来源的一端。